# Мантикора
Мантикора или мантикор (на латински: Manticora) е легендарно митологично чудовище, описано най-напред от Ктезий, а след това и от Аристотел и Плиний Стари. То е с размер на кон, има човешка глава, лъвско тяло и опашка на дракон или скорпион. Подобно е на египетския сфинкс. Покрито е с рижава козина, има три реда остри като на акула зъби и очи, налети с кръв. Гласът му е подобен на тромпет. Може да убие или поне да парализира с опашката си, на която има отровни остри шипове.
Митът за това същество се заражда в Персия. Счита се, че е хищно и яде хора, затова в средновековни миниатюри и гравюри често може да се види с човешки крак или ръка между зъбите.